# Danga Zaouni
Danga Zaouni (auch: Dagazaouni, Dagna Zaoumi, Danga, Danga Zawne, Dangna Zaoumi) ist ein Dorf in der Landgemeinde Tondikiwindi in Niger.

## Geographie
Das Dorf befindet sich rund 13 Kilometer westlich des Hauptorts Tondikiwindi der gleichnamigen Landgemeinde, die zum Departement Ouallam in der Region Tillabéri gehört. Zu den Siedlungen in der näheren Umgebung von Danga Zaouni zählen Tougfouni im Nordosten und Céwane im Süden.
Danga Zaouni besteht aus zwei Ortsteilen, die jeweils von einem eigenen traditionellen Ortsvorsteher (chef traditionnel) geleitet werden: Danga Zaouni 1 und Danga Zaouni 2. Es herrscht das Klima der Sahelzone vor, mit einer durchschnittlichen jährlichen Niederschlagsmenge zwischen 300 und 400 mm.

## Geschichte
Das Dorf Danga Zaouni wurde nach 1914 von einem Mann namens Zaouni gegründet, dessen Familie 1934 auch das Dorf Siwilli gründete. Der erste Teil des Ortsnamens Danga Zaouni bedeutet Akazie, der zweite Teil bezieht sich auf den Gründer.
Eine bewaffnete islamistische Gruppe griff am 24. Juni 2021 das Dorf und umliegende Weiler an. Die Angreifer töteten 19 Zarma-Zivilisten, darunter zwei Männer aus Siwilli. Mutmaßliche Mitglieder der Terrorgruppe Islamischer Staat – Sahel Provinz durchsuchten am 21. März 2023 eine Gesundheitseinrichtung und die Ortsvorstehung in Danga Zaouni.

## Bevölkerung
Bei der Volkszählung 2012 hatte Danga Zaouni 1840 Einwohner, die in 180 Haushalten lebten. Bei der Volkszählung 2001 betrug die Einwohnerzahl 1508 in 156 Haushalten und bei der Volkszählung 1988 belief sich die Einwohnerzahl auf 1265 in 124 Haushalten.

## Wirtschaft und Infrastruktur
Es gibt eine Grundschule im Dorf. An dieser wurden ab 2007 durch das Welternährungsprogramm der Vereinten Nationen Schulmahlzeiten ausgegeben.